# Phan Rang–Thap Cham
Phan Rang–Thap Cham je město v jižní části centrálního Vietnamu a hlavní město provincie Ninh Thuan. V roce 2019 mělo 167 394 obyvatel.

## Dějiny
Město bylo dříve známé jako Panduranga a bylo součástí království Čampa. V roce 1832 bylo připojeno k Vietnamu, čímž království Čampa zaniklo.
Ve druhé světové válce zde bylo Japonci a následně Francouzi vybudováno letiště. Během války ve Vietnamu zde byla dislokována americká letecká základna.
Status města získalo v roce 2007.

## Poloha
Phan Rang–Thap Cham se nachází v centru provincie Ninh Thuan, přibližně 1 380 km jižně od Hanoje, 330 km severovýchodně od Ho Či Minova Města a 95 km jižně od Nha Trangu.